# Ida Grove
Ida Grove é uma cidade localizada no estado americano de Iowa, no Condado de Ida.

## Demografia
Segundo o censo americano de 2000, a sua população era de 2350 habitantes.
Em 2006, foi estimada uma população de 2142, um decréscimo de 208 (-8.9%).

## Geografia
De acordo com o United States Census Bureau tem uma área de
5,4 km², dos quais 5,4 km² cobertos por terra e 0,0 km² cobertos por água. Ida Grove localiza-se a aproximadamente 376 m acima do nível do mar.

## Localidades na vizinhança
O diagrama seguinte representa as localidades num raio de 20 km ao redor de Ida Grove.